# Ștefan Pete
Ștefan Pete (n. 2 octombrie 1953, Oradea, România – d. septembrie 2019) a fost un senator român în legislatura 2000-2004 și în legislatura 2004-2008 ales în județul Bihor pe listele partidului UDMR. În legislatura 2000-2004, Ștefan Pete a fost membru în grupurile parlamentare de prietenie cu Republica Italiană și Republica Federativă a Braziliei. Ștefan Pete a înregistrat 62 de luări de cuvânt în 41 de ședințe parlamentare și a inițiat 20 de propuneri legislative, din care 12 au fost promulgate legi. Ștefan Pete a fost membru în comisia economică, industrii și servicii precum și în comisia pentru agricultură, silvicultură și dezvoltare rurală. 
În legislatura 2004-2008, Ștefan Pete a demisionat pe data de 13 octombrie 2008 și a fost înlocuit de senatorul Zoltán-Lajos Szentmiklósi. În cadrul activității sale parlamentare, Ștefan Pete a fost membru în grupurile parlamentare de prietenie cu Regatul Norvegiei, Regatul Thailanda și Republica Italiană. Ștefan Pete a înregistrat 75 de luări de cuvânt în 67 de ședințe parlamentare și a inițiat 24 de propuneri legislative, din care 4 au fost promulgate legi. Ștefan Pete a fost membru în comisia pentru buget, finanțe, activitate bancară și piață de capital, în comisia pentru agricultură, silvicultură și dezvoltare rurală, în
comisia economică, industrii și servicii precum și în comisia pentru privatizare și administrarea activelor statului.    
În perioada 1998-2000, Ștefan Pete a fost secretar de stat la Ministerul Agriculturii și al Alimentației. Ștefan Pete este conferențiar universitar la Facultatea de Științe Economice și Gestiunea Afacerilor din cadrul Universității Babeș-Bolyai, Cluj.